# Johannes Govertus de Man
Johannes (Jan) Govertus de Man (Middelburg, 2 mei 1850 - aldaar, 19 januari 1930) was een Nederlands bioloog. Hij was een expert op het gebied van nematoden en tienpotigen (kreeftachtigen). Hij schreef ook artikels over platwormen en pindawormen.

## Biografie
De Man was de zoon van Jan Cornelis de Man, arts en docent in de anatomie aan de Geneeskundige School te Middelburg, en Neeltje Elisabeth Kamerman; hij bleef ongehuwd. Hij studeerde aan de universiteit van Leiden wis- en natuurkunde en had als hoofdvak dierkunde bij Emil Selenka. Hij promoveerde in 1873 op een proefschrift over gewervelden, maar bestudeerde daarna bijna uitsluitend ongewervelden. In 1872 werd hij aangesteld als assistent-conservator aan het Rijksmuseum van Natuurlijke Historie te Leiden, en in 1875 volgde hij Christiaan Karel Hoffmann op als conservator van de afdeling ongewervelden, onder directeur Hermann Schlegel. Die was echter meer geïnteresseerd in gewervelde dieren en de beide mannen hadden geen goede relatie. Na elf jaar verliet de Man in 1883 het museum. Hij werd er opgevolgd door Rutgerus Horst.
Dankzij zijn bemiddelde ouders kon hij zijn onderzoekingen zelfstandig verderzetten. Hij werkte de volgende tien jaar vanuit zijn ouderlijk huis, en daarna vanuit zijn eigen huis in Yerseke. Hij onderhield goede contacten met zijn opvolger in Leiden en met Max Weber, de leider van de Siboga-expeditie. De Man onderzocht de kreeftachtigen die verzameld werden tijdens deze expeditie en beschreef daarbij talrijke nieuwe soorten, waaronder de naar Max Weber genoemde Eiconaxius weberi (door hem oorspronkelijk Iconaxius weberi genoemd).
De Man beschreef in totaal 30 nieuwe geslachten en 523 nieuwe soorten kreeftachtigen en 8 nieuwe families, 61 nieuwe geslachten en 239 nieuwe soorten nematoden, zowel vrij levende als parasitaire soorten.

## Eerbetoon
Tientallen taxons van nematoden, decapoden en andere kreeftachtigen zijn naar hem genoemd; daaronder de geslachten Demania en Demanietta (krabben) en Vir (garnalen, door Lipke Holthuis in 1952 geïntroduceerd. Vir is Latijn voor "man". Holthuis was als conservator kreeftachtigen aan het Leids museum een van de opvolgers van De Man.)